# Fürge gyík
A fürge gyík (Lacerta agilis) egy széles körben elterjedt eurázsiai hüllőfaj. Bár neve különleges gyorsaságra utal, valójában a lassabb mozgású gyíkok közé tartozik.

## Előfordulása
Európa hideg övezeti és mediterrán éghajlatú területeiről, illetve Írországból, Nagy-Britannia nagy részéről és a francia atlanti-óceáni partvidékről hiányzik, keleten egészen a Bajkál-tóig előfordul. Élőhelyét tekintve nem válogatós, de a magas füvű, nedvesebb területeket különösen kedveli.  Magyarországon erdőkben és napos helyeken található.

## Alfajai
Európából 7 alfaja ismeretes:
- L. a. agilis: északnyugat-Európában fordul elő, nagyobb termetű.
- L. a. argus: közép-kelet-Európában, kelet-Németországtól Erdélyig. Magyarországon is ez az alfaj él.
- L. a. bosnica: A Balkán-félsziget hegyvidékein él. Jellegzetessége a gerinc mentén húzódó, kihangsúlyozott világos vonal.
- L. a. chersonensis: a Balti-államoktól Kelet-Romániáig fordul elő. A hímeknek sokszor a hátoldala is zöld színű, jellegzetes a hátoldali mintázatot határoló két feltűnő világoszöld csík.
- L. a. exigua: Kelet-Ukrajnától egészen közép-Ázsiáig.
- L. a. tauridica: csak a Krím-félsziget déli részén.
- L. a. garzoni: csak a Pireneusokban.

## Leírása
A fürge gyík a farkával együtt legfeljebb 20-25cm hosszú. Viszonylag zömök, robusztus alkatú gyík. A pikkelyek összeolvadásától a fejen  és hasi oldalon szarupajzsok képződtek. A szorosan elhelyezkedő pikkelyek, pajzsok védik az állatot a környezeti hatásoktól és meggátolják a testük kiszáradását. A kültakaró színe egyben segíti a rejtőzködést is. A gyíkokra jellemző, hogy növekedésük során többször vedlenek. Kövekhez, faágakhoz dörgölőzve, darabokban válik le róluk a régi kültakaró felső rétege.
Színezete igen változékony. A Kárpát-medencei populációkra a következő bélyegek jellemzőek: a hímek testoldalai zöld, a nőstényeké barna alapszínűek, a hátoldal mindkét nemnél barnás, különféle sötét és világos foltok és csíkok variációival. A hímek hasoldala feketével pontozott világoszöld, a nőstényeké fehéres. Mindkét nemnél előfordul egy egyszínű téglavörös hátú színváltozat.

## Életmódja

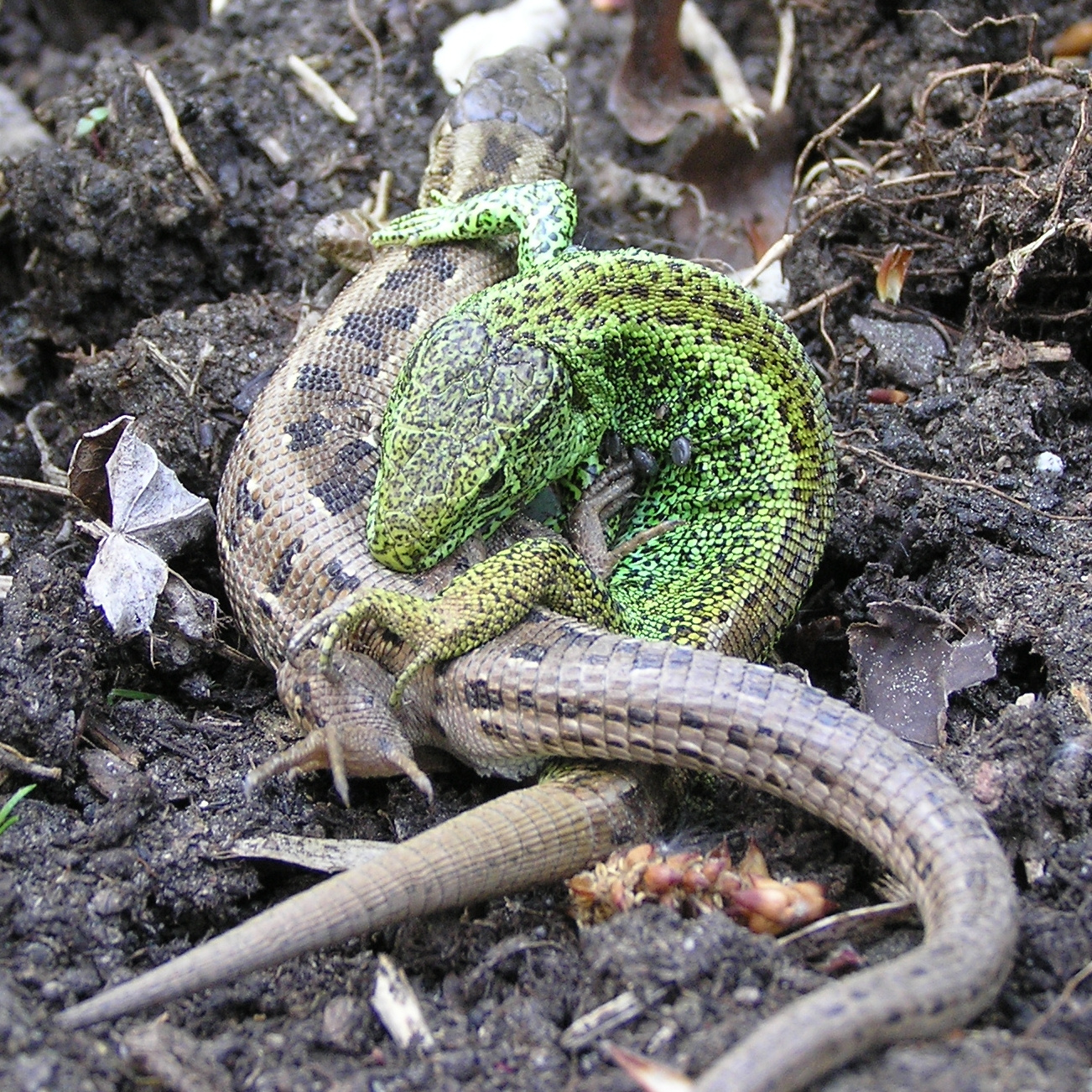
Párzó fürge gyíkok. A zöld hím farkán látszik, hogy az eredeti ledobása után nőtt pótlék

A fürge gyík gyors mozgásáról kapta a nevét. Lábai gyengék, mozgás közben nem bírják a testet felemelni. Gyorsaságát a hajlékony gerincoszlopa és a hozzá kapcsolódó izomzat biztosítja. E szervezeti sajátossággal a teste gyors, kígyózó mozgással halad előre. A fürge gyík változó testhőmérsékletű, ezért gyakran sütkérezik a napon. Ilyenkor melegíti fel testét, ami az életfolyamatainak felgyorsulásához szükséges. Hűvös, esős időben rejtekhelyén marad. Táplálékát különféle ízeltlábúak képezik: pókok, lepkék, egyenesszárnyúak, legyek stb. A táplálék megszerzésében rejtőszíne, gyors mozgása és kiváló látása segíti. Áldozatát rendszerint lesből rohanja le, ugrás előtt farkát rendszerint izgatottan tekergeti. Az alacsonyan repülő rovarok után olykor a levegőbe is fölugrik. Számos természetes ellensége van, legfontosabbak a különböző ragadozó madarak, a vörös vércse, a gólya, a varjak, a fiatalokat a tövisszúró gébics és a szalakóta is fogyasztja. A kígyók közül a rézsikló, és ahol együtt élnek, a keresztes vipera is üldözi. A fürge gyík október elejétől március elejéig telel valamilyen fagymentes helyen, farönkök között, lyukakban. Aktív periódusában hasonló helyeken éjszakázik, bár meglehetősen korán megkezdi táplálék- vagy párkereső körútját. Kora reggel előszeretettel nyalogatja a harmatot a növényekről. 

## Szaporodása
A párzási időszak májusban érkezik el, ilyenkor az esetleg összetalálkozó hímek vehemens, bár komolyabb sérüléssel ritkán járó harcot vívnak, melynek rendszerint egy-egy alapvetően is ledobható farok esik áldozatul. Ha megriadnak valamitől, akár több méter magasból is levetik magukat, a jelenséget főként hímeknél lehet megfigyelni a párzási időszakban. Kb. 5-6 hét után ássa el nőstény puha héjú tojásait avar vagy kövek alá. A rejtekhelyre később földet is kapar, hogy melegen tartsa a 10-12 tojást. A fiatal fürge gyíkok július-augusztus fordulóján kelnek ki, és azonnal megkezdik önálló életüket. Az idősebb egyedeknél általában később vonulnak telelni.

## Védettsége
Egyelőre általánosan elterjedt faj, így közvetlenül nem veszélyeztetett. Emberi részről leginkább az élőhelyek pusztulása és elszigetelődése befolyásolhatja károsan az állományát. Magyarországon, mint minden hazai kétéltű és hüllő, a fürge gyík is védett. Természetvédelmi értékét 25 000 forintban szabták meg.

## Képek

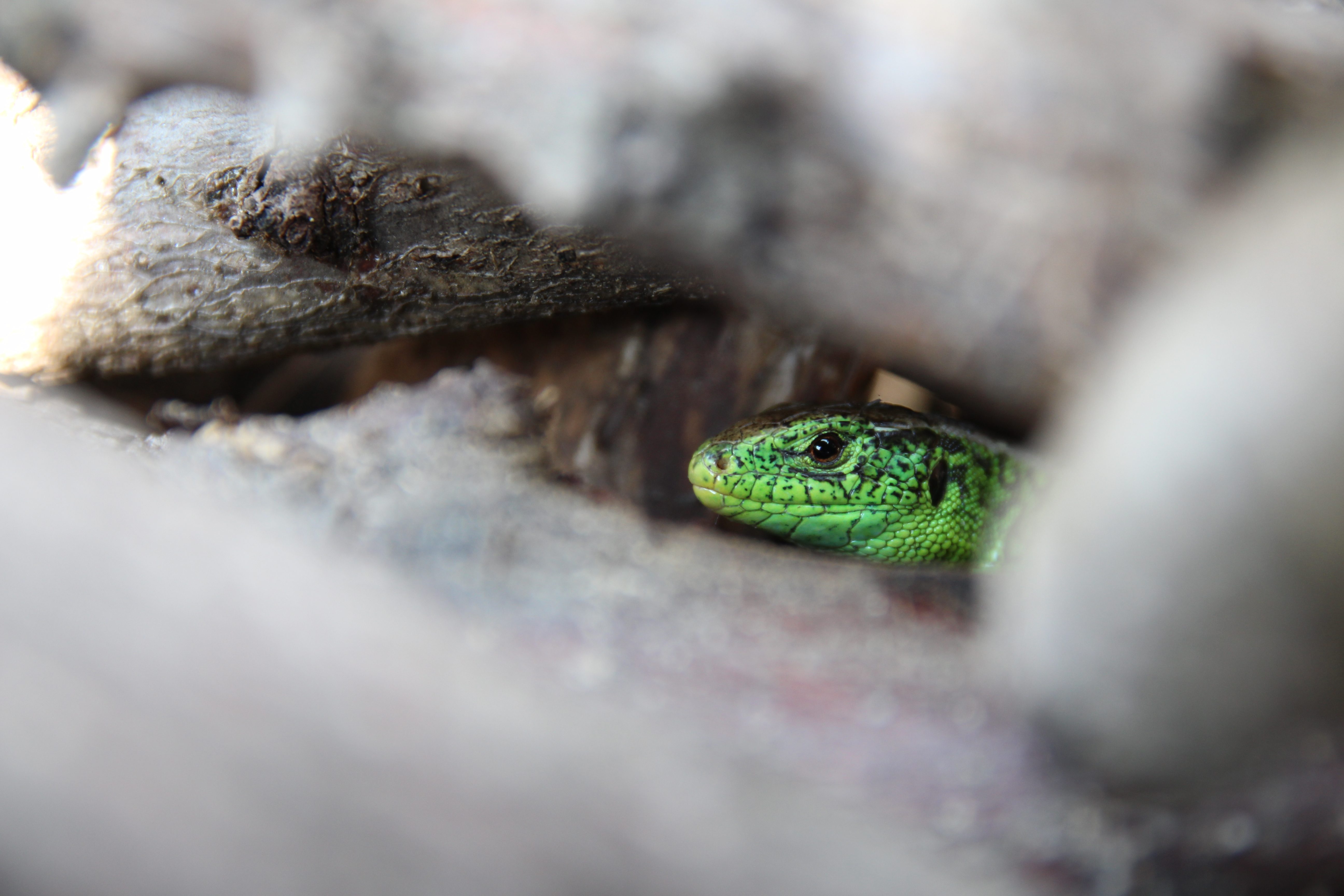
Hím fürge gyík, ahogy kiles a fadarabok közül
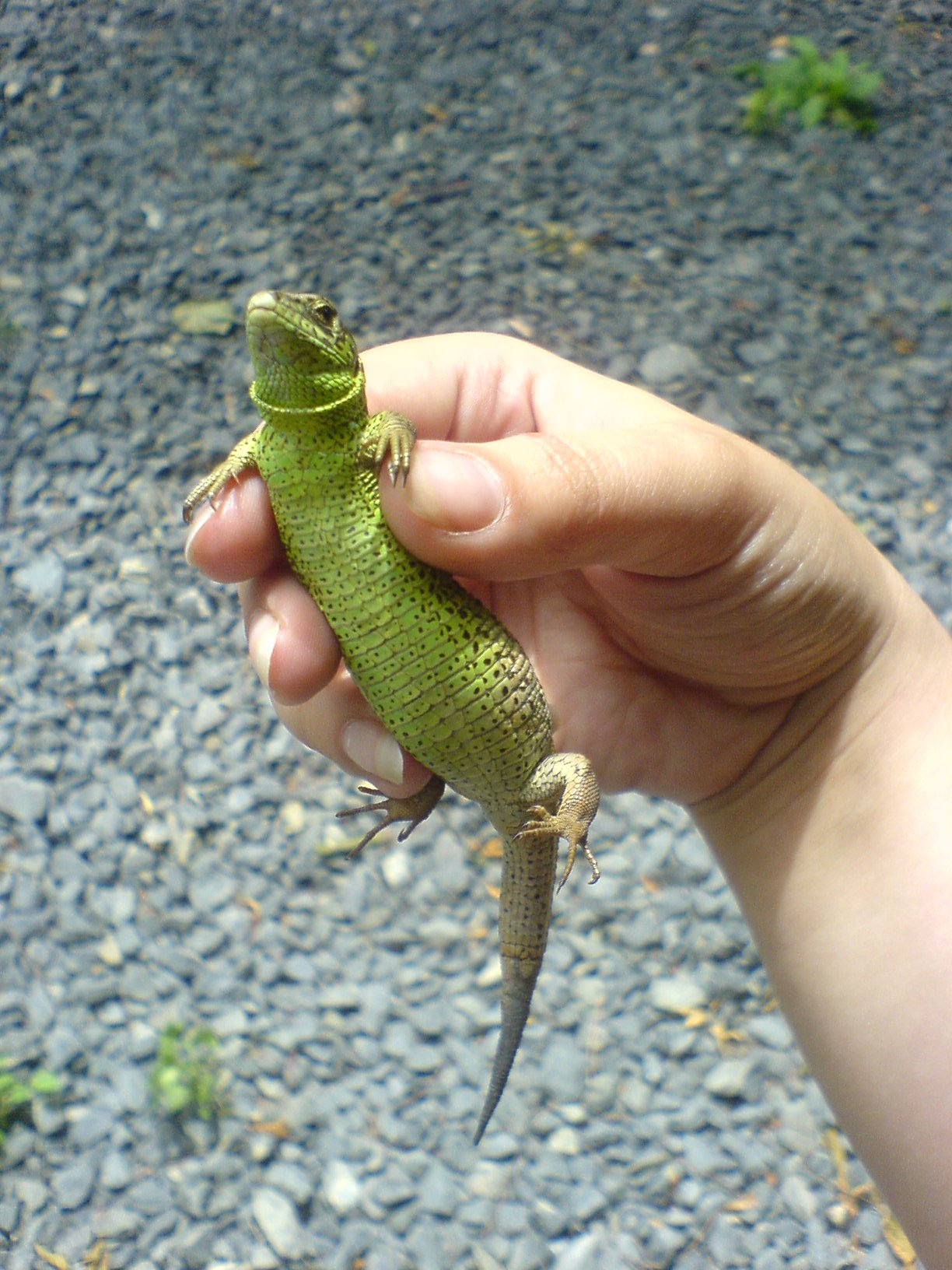
A hím zöld hasa
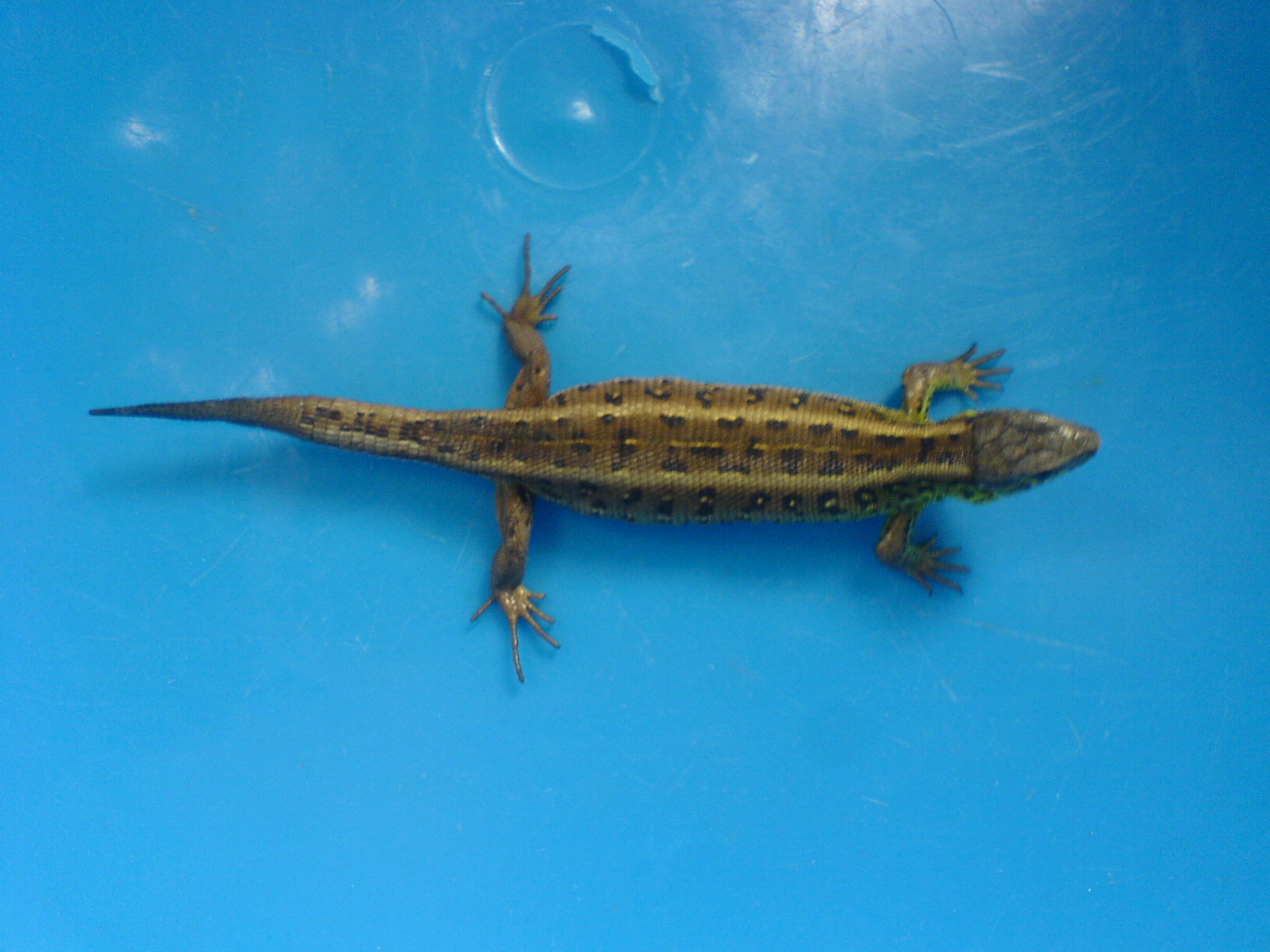
Jól látható a zöld vonal a gerinc mentén és a visszanőtt farok
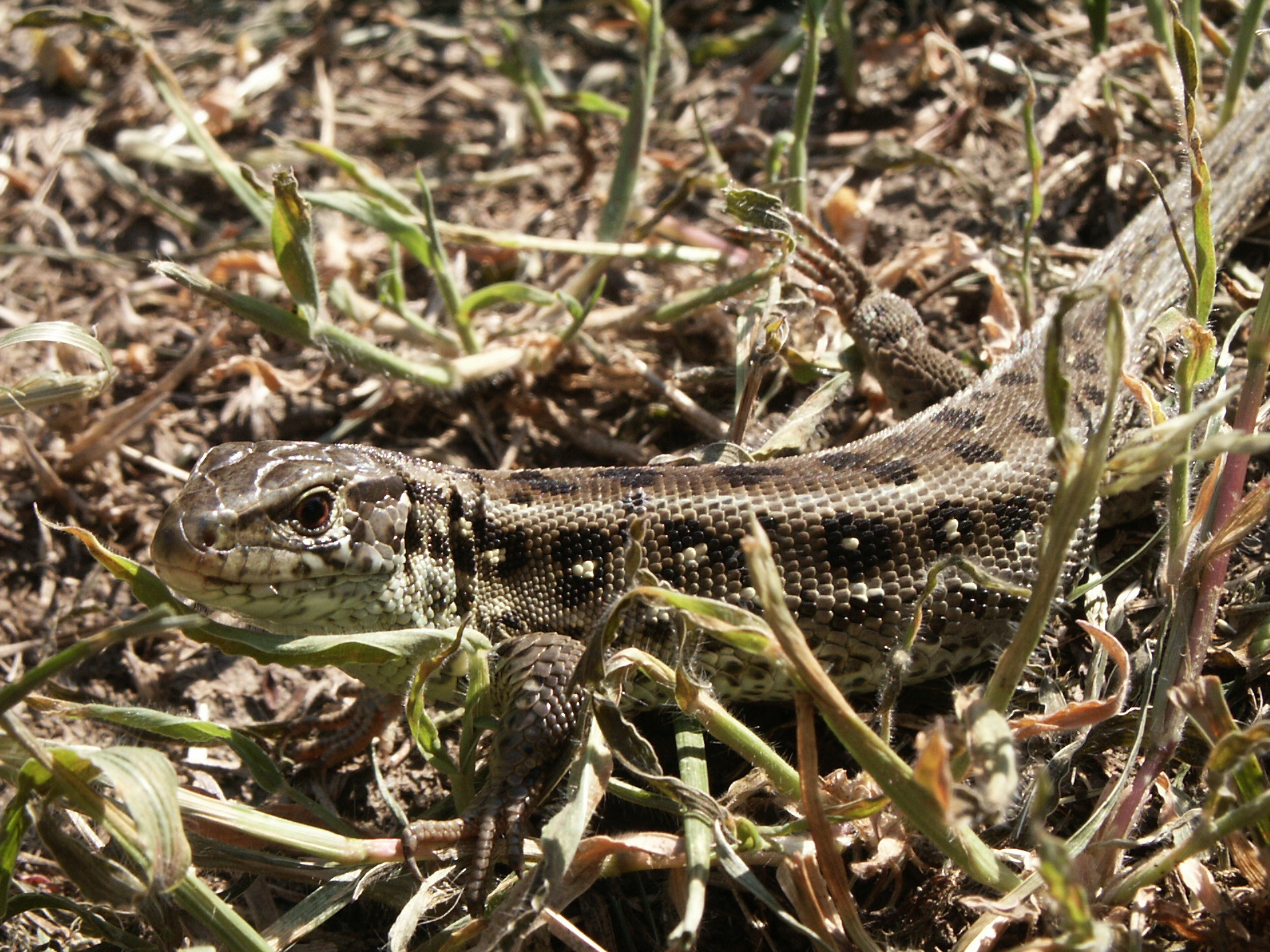
Egy nőstény fürge gyík
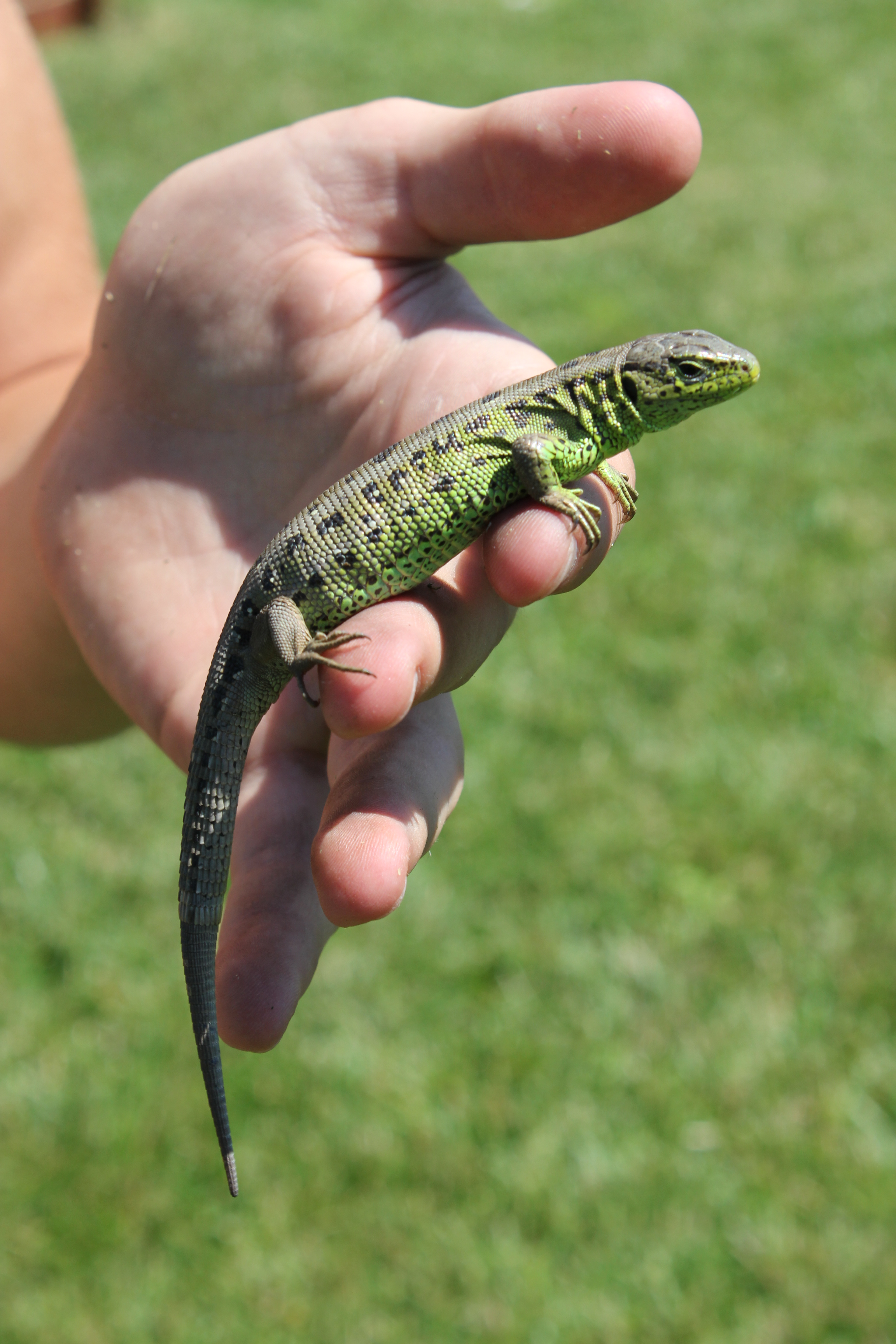
Egy hím fürge gyík I.
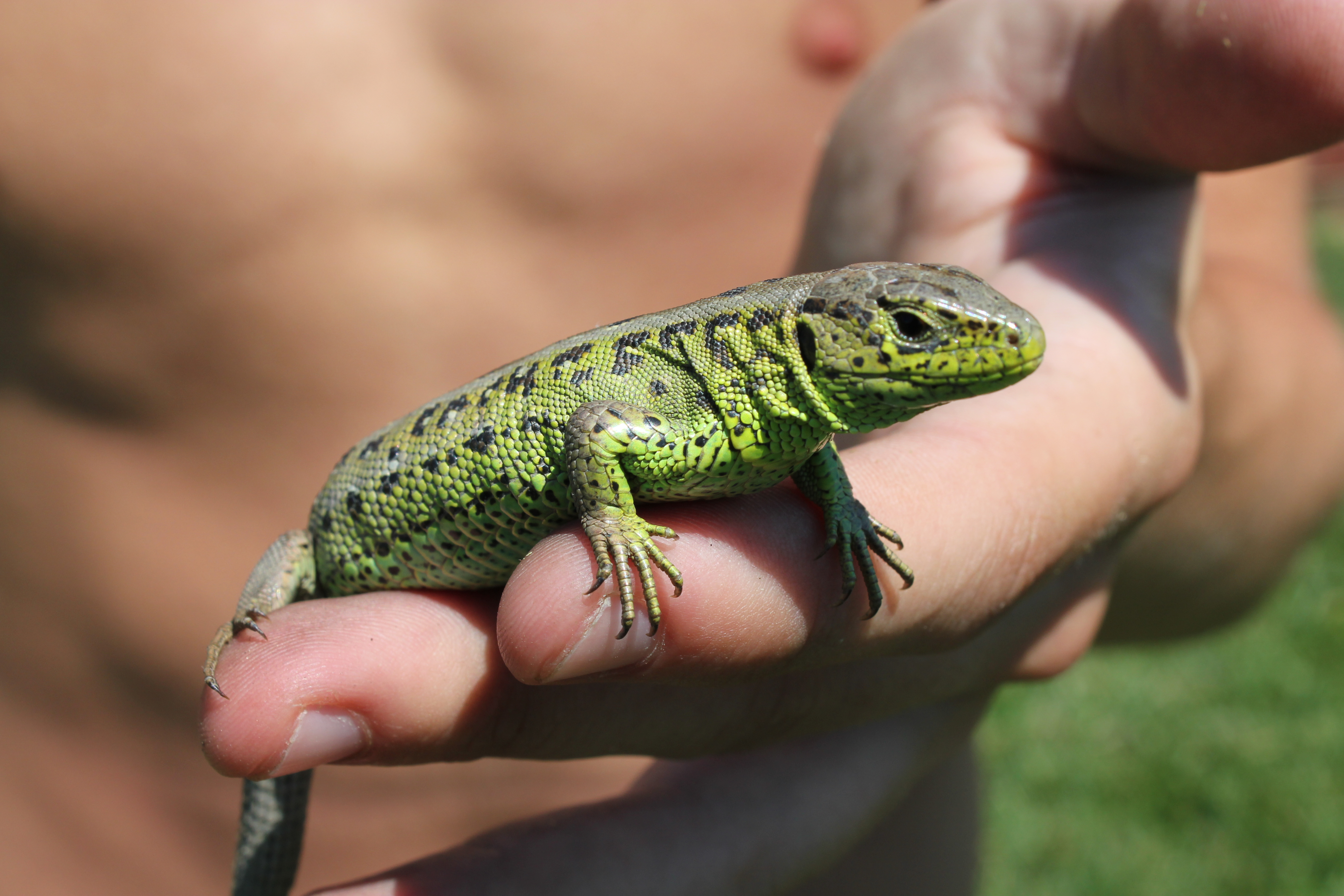
Egy hím fürge gyík II.
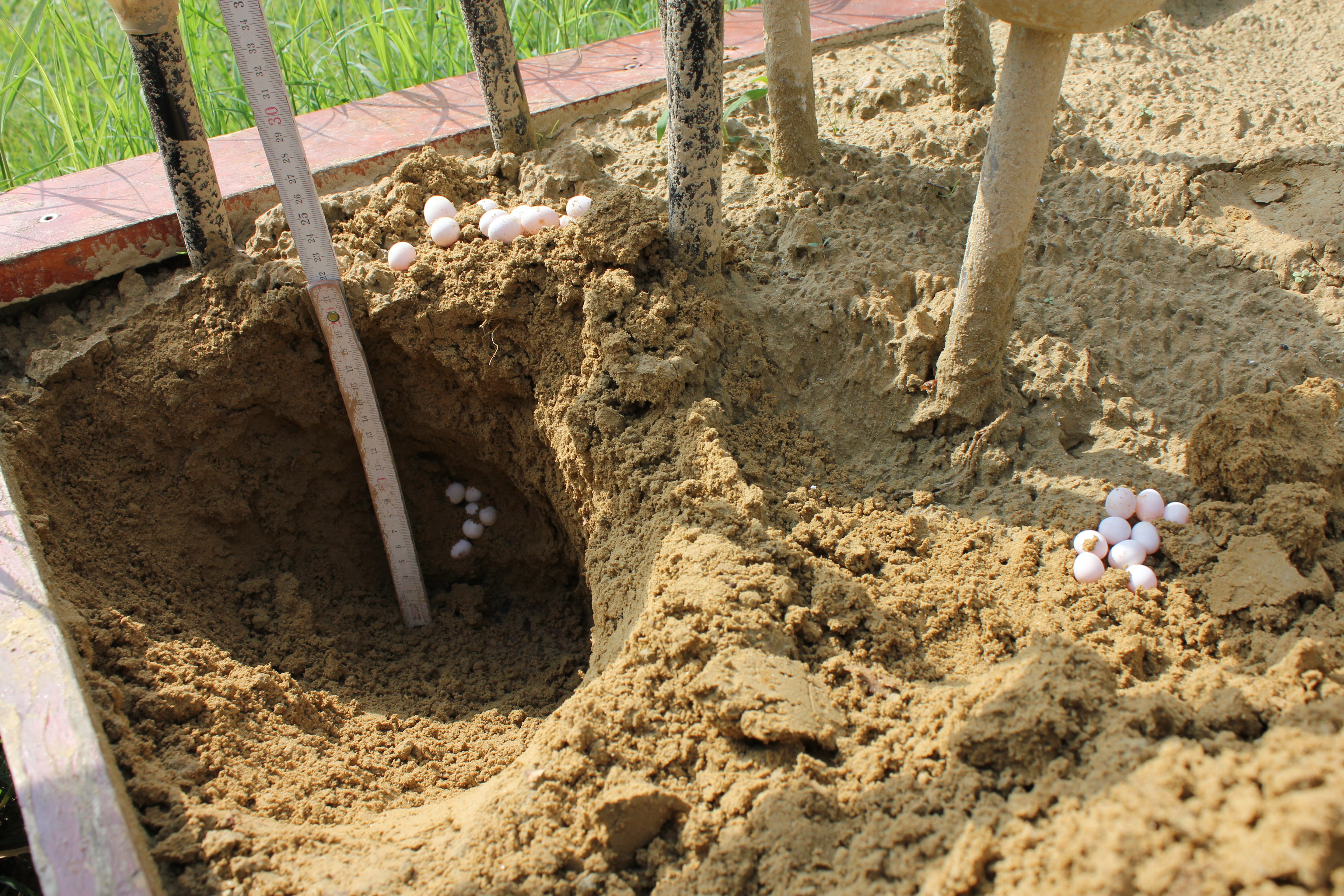
A gyík tojásai a homokban.
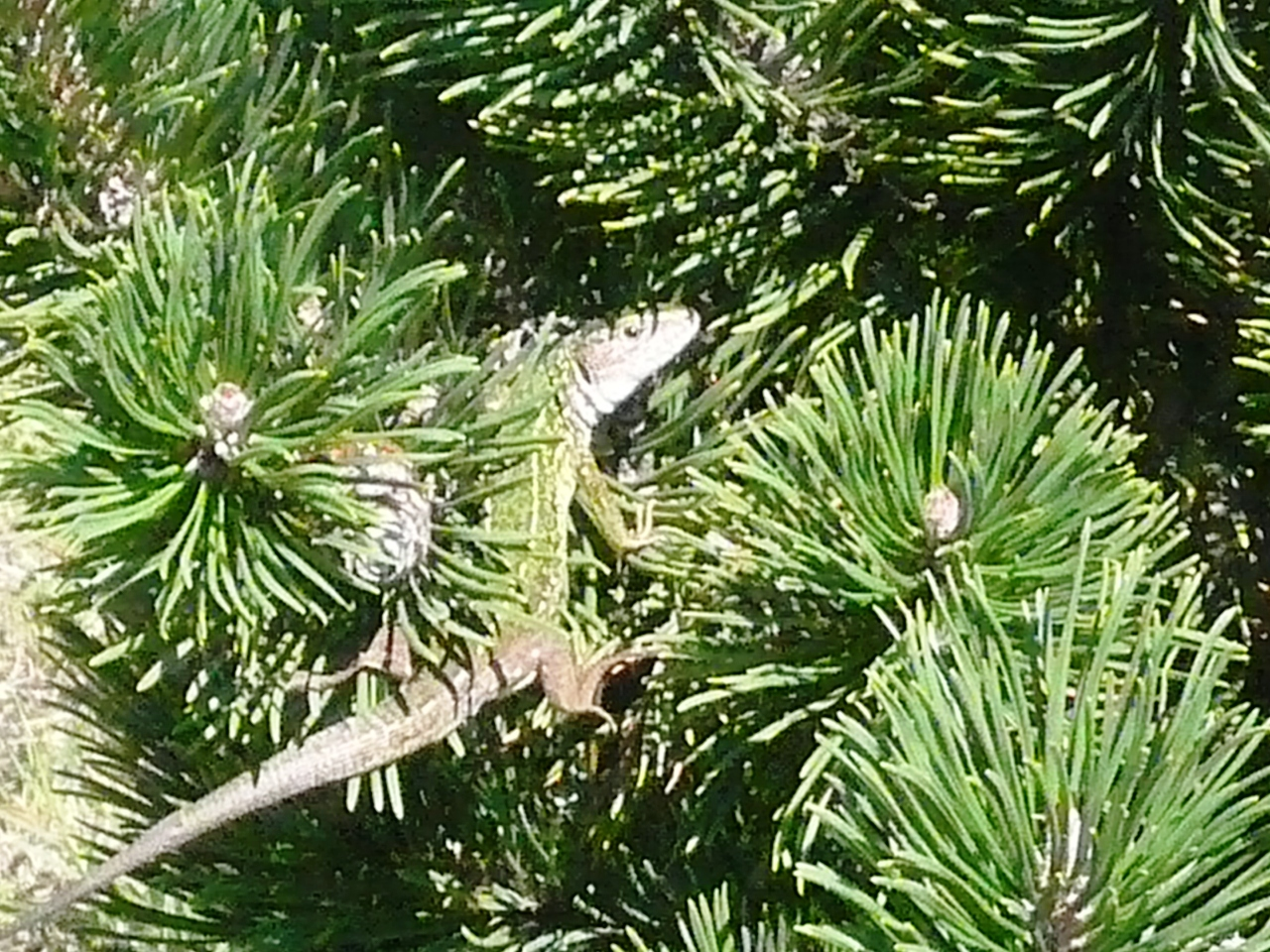
Melegedés a tátrai fenyőn
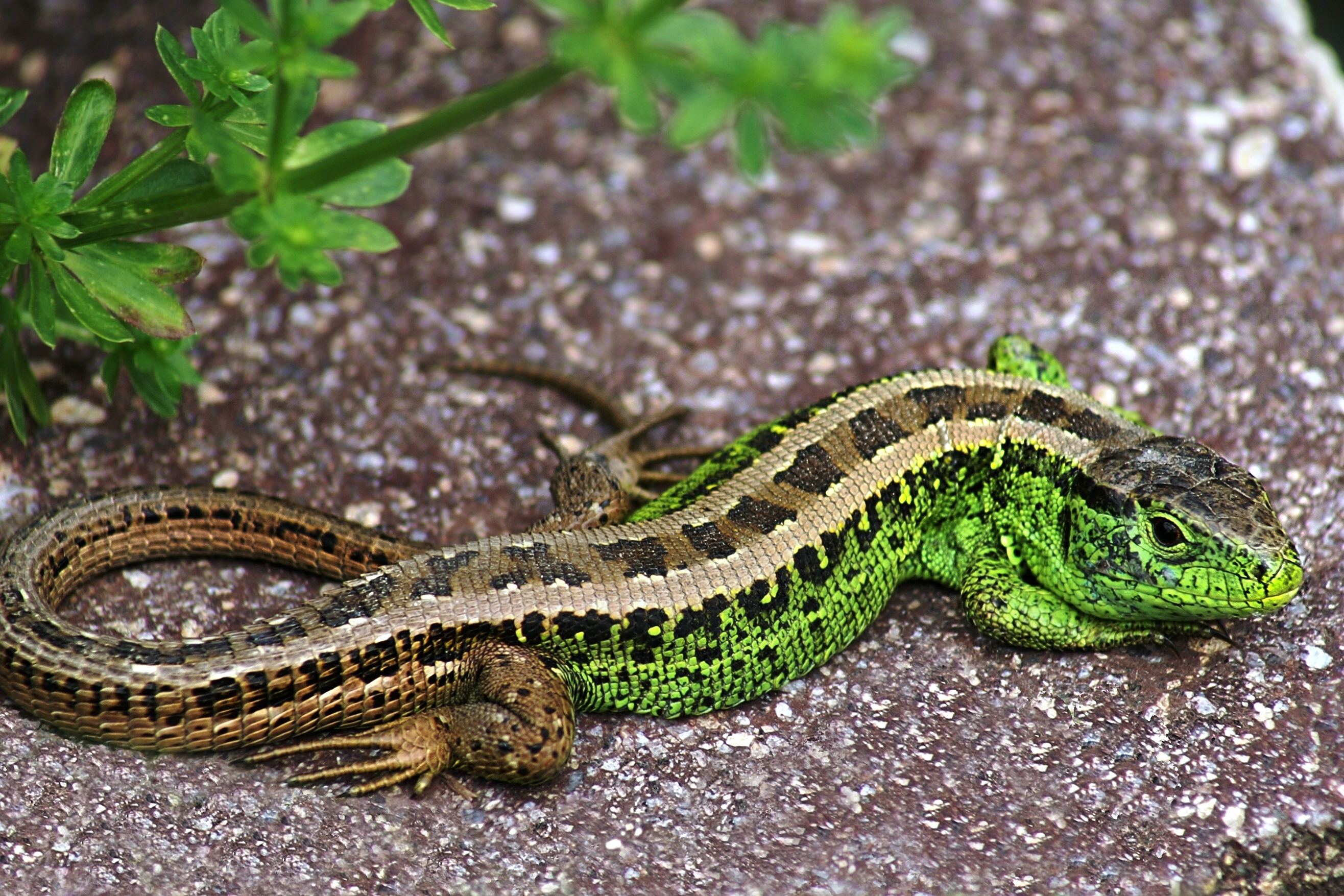
a hím oldalról
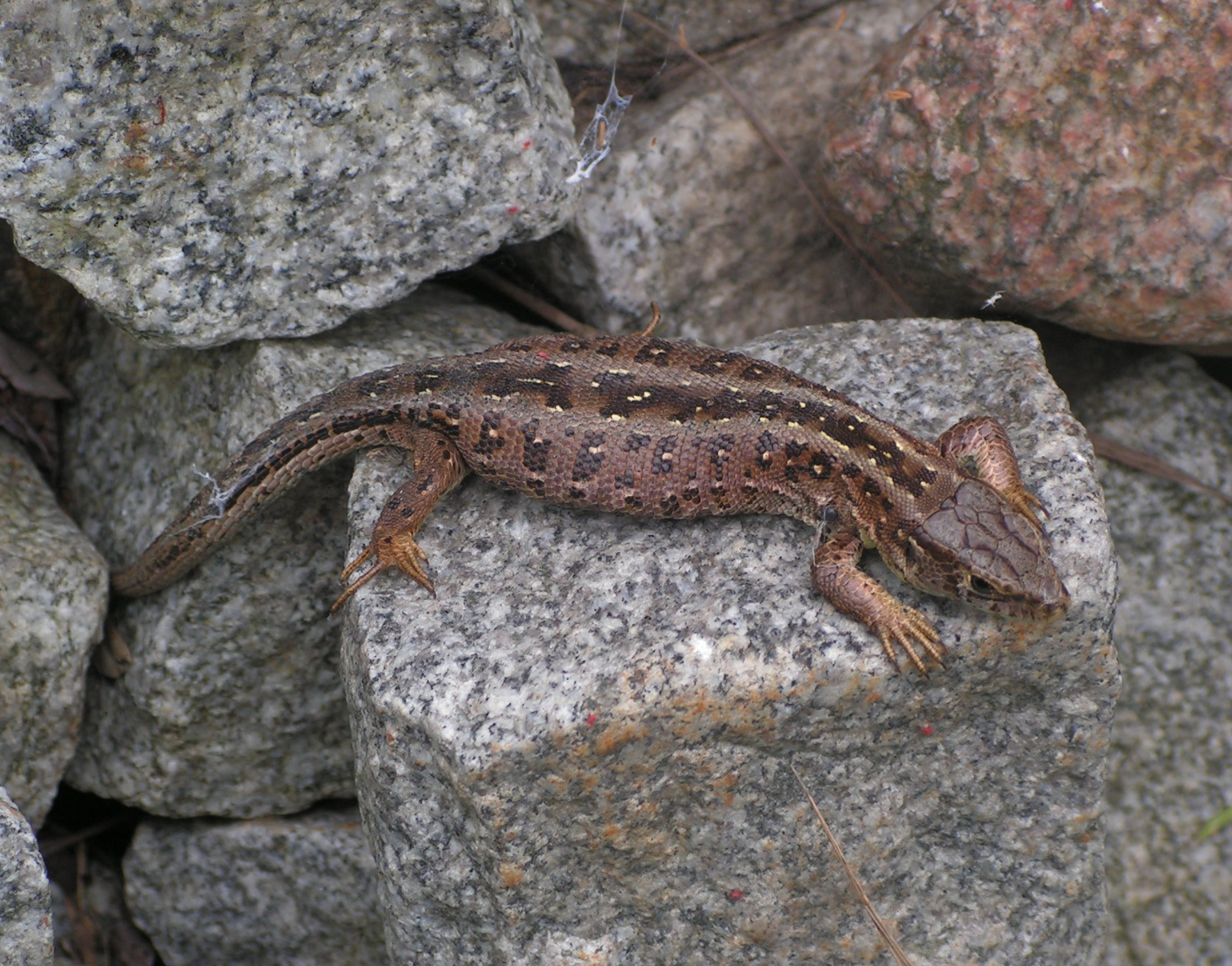
a nőstény
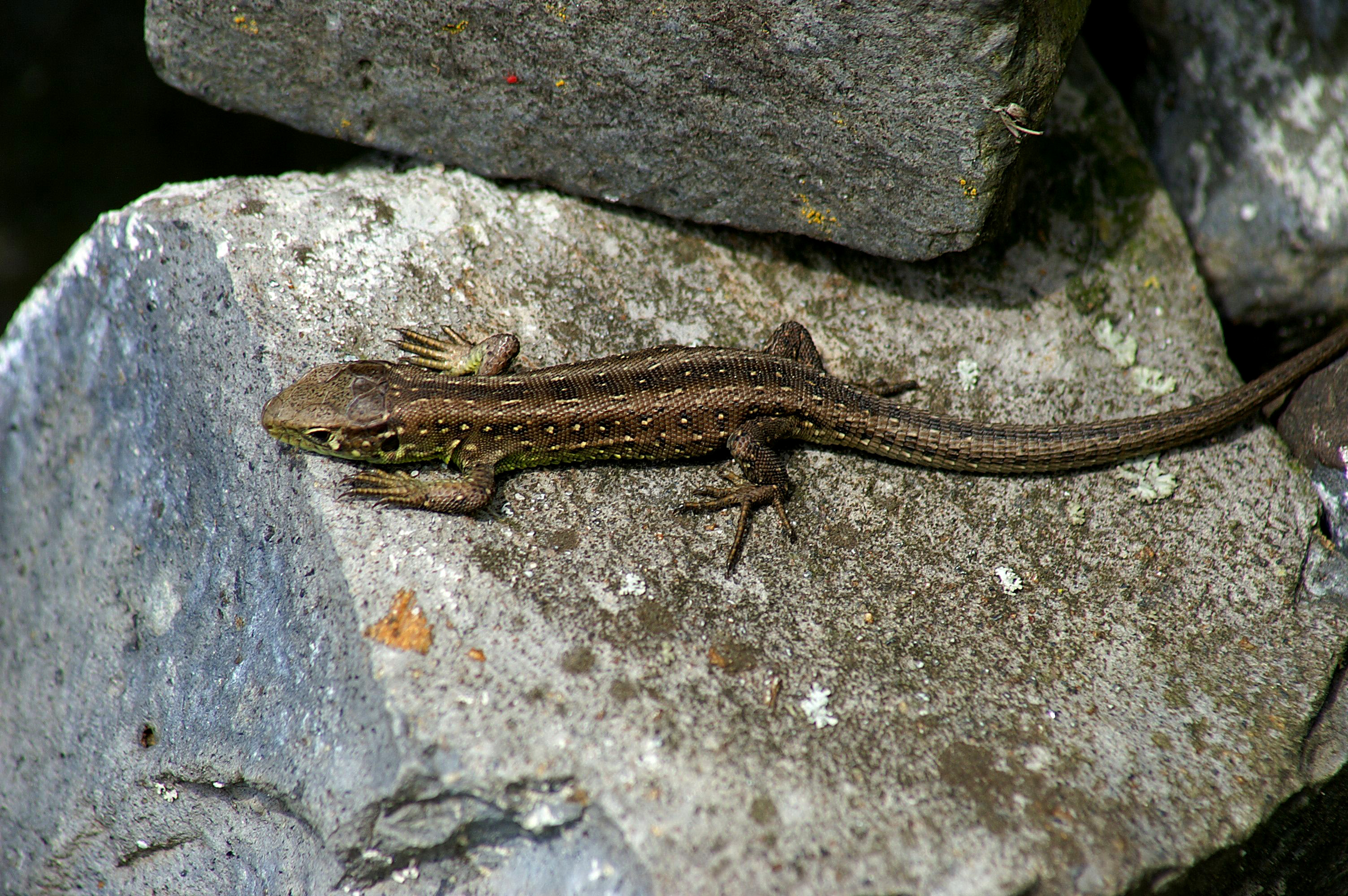
és egy fiatal példány
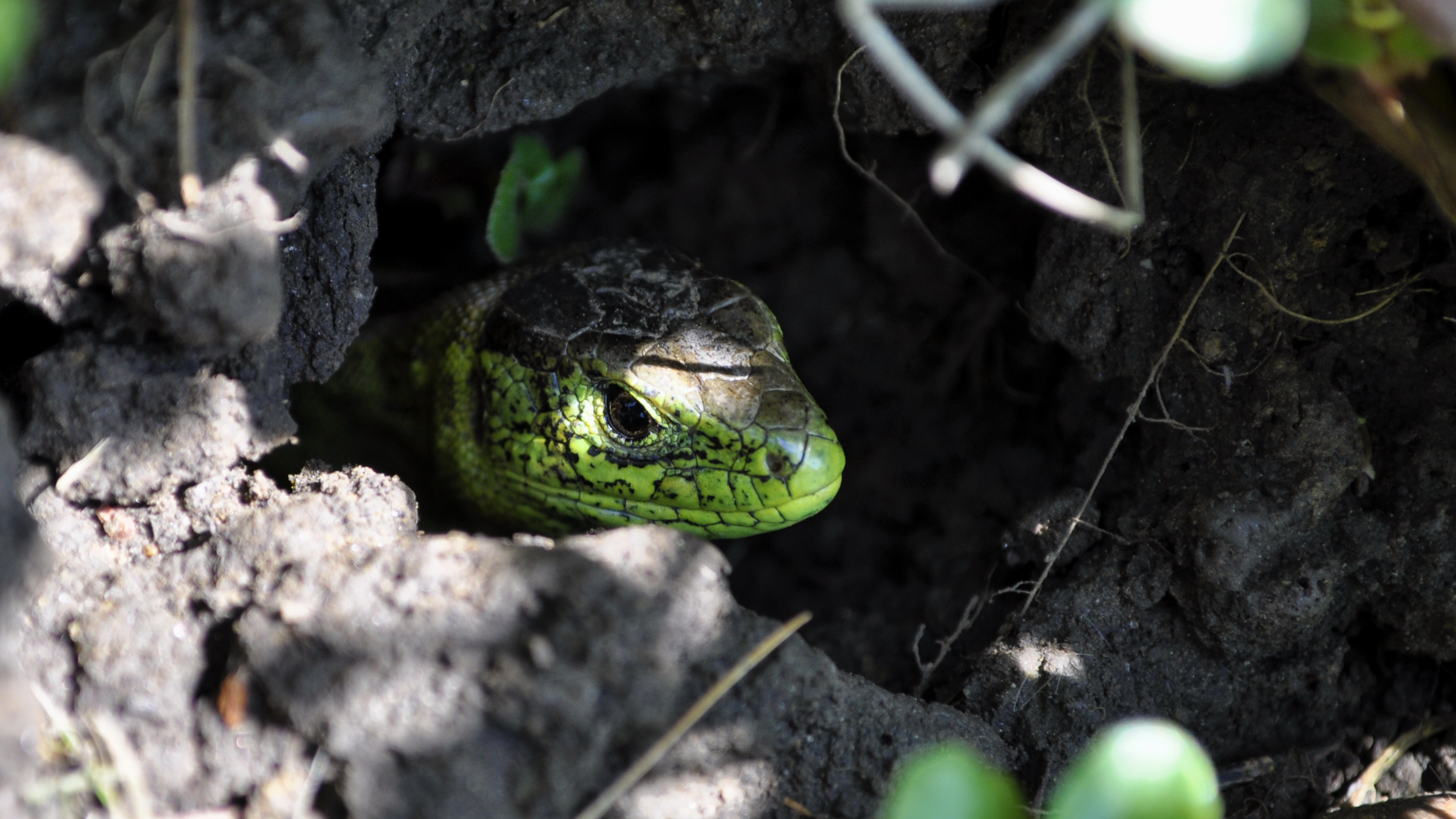
Üregben megbújt hím